# Anja Schneiderheinze-Stöckel
Anja Schneiderheinze-Stöckel (ur. 8 kwietnia 1978 w Erfurcie) – niemiecka bobsleistka, złota medalistka olimpijska z Turynu.
Przez wiele lat trenowała łyżwiarstwo szybkie. Bobsleistką została w 2001. W 2006 wspólnie z Sandrą Kiriasis triumfowała w dwójkach na igrzyskach olimpijskich w Turynie. Z Kiriasis stawała również na podium mistrzostw globu (złoto w 2005) i Pucharu Świata.